# Cinghiz Aitmatov
Cinghiz Aitmatov (în kîrgîză: Чынгыз Айтматов, în rusă Чингиз Торекулович Айтматов, transliterat: Cinghiz Torekulovici Aitmatov; n. 12 decembrie 1928, Sheker⁠(d), Republica Sovietică Socialistă Kirghiză, URSS – d. 10 iunie 2008, Nürnberg, Germania) a fost un scriitor kîrgîz, cel mai cunoscut al țării sale. A scris în limbile rusă și kîrgîză. În 1956 este admis la Institutul de Literatură Maxim Gorki din Moscova, iar între 1958 și 1966 este corespondentul ziarului Pravda în Republica Kîrghîză.
După 1985, C. Aitmatov s-a alăturat politicii de glastnost a lui M. Gorbaciov, devenind consilier al acestuia și ambasador al URSS la ONU, apoi al Rusiei la Bruxelles, pe lângă Uniunea Europeană și NATO. Între 1993 și 2008 a ocupat aceleași funcții, cu intermitențe, reprezentând Kîrgîzstanul.
În 2006 a apărut în limba kîrgîză ultimul său roman, Cînd se prăbușesc munții (Mireasa eternă), prezentat de autor la Bișkek. În limba rusă traducerea a apărut în Kîrgîzstan de-abia în 2012.